# Karin Kusterer
Karin Strauß (* 6. Januar 1955 in München als Karin Kusterer) ist eine deutsche Ethnologin und Schriftstellerin.

## Leben
Karin Strauß studierte Völkerkunde und Slawistik an den Universitäten in München, Sankt Petersburg und Moskau. 1986 promovierte sie an der Universität München mit einer Arbeit zur Ethnologie der Völker Westsibiriens zum Doktor der Philosophie. Sie war Mitarbeiterin des Frankfurter Museums für Völkerkunde sowie des Osteuropa-Instituts München und engagierte sich während des Bosnienkrieges in Organisationen für die Flüchtlingshilfe. Strauß lebt heute im oberbayerischen Germering.
Neben Arbeiten zur Ethnologie verfasst sie Romane, Erzählungen sowie Kinder- und Jugendbücher. 1995 und 1998 stand sie auf der Ehrenliste zum Österreichischen Kinder- und Jugendbuchpreis, 1999 erhielt sie das Haidhauser Werkstipendium des Münchner Literaturbüros. 2014 bekam sie den Preis der „Young Experts“-Jury bei den STÜCK AUF! Autorentagen am Schauspiel Essen.

## Werke
(Veröffentlicht unter dem Namen Kusterer)
- 1987: Die Jagd im Leben der Völker Westsibiriens, Frankfurt am Main [u. a.]
- 1988: … und Winter war um Mitternacht, Düsseldorf
- 1989: Von Russland träum' ich nicht auf deutsch, Stuttgart [u. a.] (zusammen mit Julia Richter)
- 1990: Ethnische Identität bei den Deutschen in der Sowjetunion, München
- 1994: Heimat ist nicht nur ein Land, Wien (zusammen mit Edita Dugalić)
- 1997: Kommst du mit nach Bosnien, Wien (zusammen mit Edita Dugalić)
- 1999: Sturzflüge, Zürich
- 2002: Märchen von der unglaublichen Liebe, Frankfurt am Main